# Nickelodeon Kids' Choice Awards 2011
Nickelodeon Kids' Choice Awards 2011 é a vigésima-quarta edição da maior premiação infanto-juvenil realizada no mundo. Realizada pela Nickelodeon, foi apresentada pelo ator Jack Black. Contou com a participação Russell Brand, Jennette McCurdy, Victoria Justice, Keke Palmer, Britney Spears, Joe Jonas, Black Eyed Peas e outros. O grande vencedor da noite foi o canadense Justin Bieber com 2 troféus ganhos.

## Formato

### Apresentadores
O show foi apresentado pela terceira vez por Jack Black. A premiação foi ao ar no dia 2 de Abril de 2011 nos Estados Unidos. Contou com Jeff Sutphen, Aaron Fresh, Daniella Monet e Noah Munck como apresentadores do pré-show. A edição deste ano foi gravada na University Park em Los Angeles, Califórnia. Outras aparições foram as dos personagens Fanboy e Chum Chum, Po de Kung Fu Panda 2, Cosmo, Wanda e Poof (de Os Padrinhos Mágicos) dentre outras. Britney Spears e Jim Carrey também fizeram participações especiais no espetáculo.

### Shows Musicais
A noite contou com performances de Train com sua premiada música Hey, Soul Sister, do grupo Big Time Rush em colaboração com o rapper Snoop Dogg, do grupo de R&B e Hip Hop Black Eyed Peas cantando as músicas, The Time (Dirty Bit) e Just Can't Get Enough. Teve também Victoria Justice cantando Beggin' On Your Knees e Willow Smith com Whip My Hair.

## Categorias

### Série de TV Favorita
- iCarly - Vencedora
- Os Feiticeiros de Waverly Place
- Zack e Cody: Gêmeos a Bordo
- Big Time Rush

### Reality Show Favorito
- American Idol - Vencedor
- America's Funniest Home Videos
- America's Got Talent
- Wipeout

### Ator de TV Favorito
- Dylan Sprouse - Vencedor
- Joe Jonas
- Cole Sprouse
- Nick Jonas

### Filme Favorito
- Karate Kid - Vencedor
- Alice no País das Maravilhas (2010)
- Harry Potter e as Relíquias da Morte: Parte 1
- Diário de um Banana

### Ator de Cinema Favorito
- Johnny Depp - Vencedor
- Jack Black
- Dwayne Johnson
- Jaden Smith

### Atriz de Cinema Favorita
- Miley Cyrus - Vencedora
- Ashley Judd
- Kristen Stewart
- Emma Watson

### Grupo Musical Favorito
- The Black Eyed Peas
- Lady Antebellum
- Jonas Brothers
- Big Time Rush-Vencedor

### Cantor Favorito
- Justin Bieber - Vencedor
- Usher
- Jay-Z
- Bruno Mars

### Cantora Favorita
- Katy Perry - Vencedora
- Selena Gomez
- Miley Cyrus
- Taylor Swift

### Canção Favorita
- Baby de Justin Bieber - Vencedor
- Mine de Taylor Swift
- Hey, Soul Sister de Train
- California Gurls de Katy Perry

### Atriz de Televisão Favorita
- Selena Gomez - Vencedora
- Miranda Cosgrove
- Victoria Justice
- Miley Cyrus

### Livro Favorito
- Diário de um Banana - Vencedor
- Vampire Academy
- Witch and Wizard
- Dork Diaries

### Filme de Animação Favorito
- Meu Malvado Favorito - Vencedor
- Como Treinar o Seu Dragão
- Toy Story 3
- Shrek para Sempre

### Co-Protagonista Favorito
- Jennette McCurdy - Vencedora
- David Henrie
- Brenda Song
- Noah Munck

### Desenho Favorito
- Bob Esponja - Vencedor
- Ben 10 Supremacia Alienígena
- Scooby-Doo Mistério S.A.
- Phineas e Ferb

### Dublador Favorito
- Eddie Murphy - Vencedor
- Tim Allen
- Tom Hanks
- Cameron Diaz

### Atleta Favorita
- Lindsey Vonn - Vencedora
- Danica Patrick
- Serena Williams
- Venus Williams

### Atleta Favorito
- Shaquille O'Neal - Vencedor
- José Aldo
- Shaun White
- Peyton Manning

### Video Game Favorito
- Just Dance 2 - Vencedor
- Super Mario Galaxy 2
- Need for Speed: Hot Pursuit
- Mario vs. Donkey Kong: Mini-Land Mayhem!

### Prêmio Ajude Seu Mundo
- Justin Timberlake - Vencedor

### Protagonista Favorito
- Jackie Chan - Vencedor
- Steve Carell
- Robert Downey Jr.
- Will Ferrell